# Wierzbinek
Wierzbinek (deutsch Wierzbinek, 1943–1945 Wirzbeck) ist ein Dorf im Powiat Koniński der Wojewodschaft Großpolen. Aber der Sitz der gleichnamigen Landgemeinde befindet sich im Ortsteil Sadlno.

## Verkehr
Der Bahnhof Wierzbinek lag an der Schmalspurbahn Aleksandrów Kujawski–Sompolno, der Dienstbahnhof Zaryń im Gemeindegebiet liegt an der Bahnstrecke Chorzów–Tczew.

## Gemeinde
Zur Landgemeinde Wierzbinek gehören weitere 25 Ortsteile mit einem Schulzenamt.
| Boguszyce Goczki Polskie Helenowo Kalina Kazubek Kryszkowice Kwiatkowo | Łysek Mąkoszyn Morzyczyn Ostrowo Posada Racięcin Sadlno | Słomkowo Stara Ruda Synogać Tomisławice Wierzbinek Wilcza Kłoda | Witkowice Zakrzewek Zaryń Zielonka Ziemięcin |

Weitere Ortschaften der Gemeinde sind:
| Boguszyczki Broniszewo Cegielnia-Rudki Chlebowo Chrząszczewo Ciepłowo Dębowiec Dobra Wola Dziadoch Florianowo Gaj Galczyce Galczyczki | Janinów Janowice Janowo Racięckie Julianowo Katarzynowo Kazimierowo Kazimierzewo Kolonia Racięcka Krzymowo Leszczyc Łysek-Sosnówka Majdany Mielno | Nockie Holendry Noć Nowa Ruda Nowiny Kryszkowskie Nykiel Obory Ostrówek Pagórki Palmowo Pamiątka Paradowo Romanowo | Ruszkowo-Parcel Ruszkówek Rybno Stanisławowo Stefanowo Racięckie Straszewo Sumin Suskowo Talarkowo Teodorowo Teresewo | Tomaszewo Walerianowo Wandzinowo Władysławowo Wojciechowo Wójcinek Zaborowo Zamość Złotowo Żółwiniec Żychlinek |